# Platyscapa etiennei
Platyscapa etiennei är en stekelart som beskrevs av Wiebes 1977. Platyscapa etiennei ingår i släktet Platyscapa och familjen fikonsteklar.
Artens utbredningsområde är Réunion. Inga underarter finns listade i Catalogue of Life.